# Ласло Мохољи Нађ
Ласло Мохољи-Нађ (мађ. László Moholy-Nagy; Бачборшод, 20. јул 1895 — Чикаго, 24. новембар 1946) био је мађарски сликар и фотограф а такође професор у ликовној школи Баухаус. Велики утицај на њега је имао конструктивизам. Био је такође велики поборник идеје о интеграцији технологије и индустрије у уметност.

## Биографија и дело
Мохољи-Нађ се родио као László Weisz у породици мешаног јеврејско-мађарског пара. Презиме Мохољи је сам додао, као успомену на место Мол у коме је одрастао. После студија права и после службе у Првом светском рату, где је рањен, као реконвалесцент почео је да слика. 1919. године први пут се сусрео са конструктивизмом на изложби радова Казимир Маљевича, Наум Габа и Ел Лисицког.
Године 1923. наступио је као инструктор припремног курса у школи Баухаус. Овај догађај је означио крај експресионистичке оријентације школе и приближио је школи дизајна и индустријске интеграције.
Валтер Гропијуса није пак интересовала Нађијева фотографије већ Нађи као конструктор мало бизарне машинерије на лепоту који је производио недоцењен производ од стакла и изгланцаног челика. Њему су у Баухаусу припадале две функције; водећег човека у металној радионици и „старог мајстора“ припремног курса, и од самога почетка било је сигурно да ће он радионици дати нови тон и стабилни курс. Баухаус је постао познат по својој универзалности и Мохољи-Нађ није био изузетак. За време своје каријере бавио се новаторски на пољима фотографије, типографије, скулптуре, сликарства и индустријском дизајну. Његова главна оријентација је била фотографија. Створио је термин „The new Vision“ због свог убеђења да фотографија може да створи сасвим нови начин погледа на свет који иначе није могућ људском оку. Његова теорија уметности и учења била је садржана у књизи „The New Vision, from Material то Architecture“. Експериментисао је са процесом у фотографији који се назива фотограм, при којем се експонира папир осетљив на светлост који је покриван разним предметима.
Од 1927. године до 1929. био је уредник одељења уметности и фотографије европског авангардног часописа „International Rewue i 10“. Отишао је 1928. године из Баухауса и радио је на филму и позоришту у Берлину и пре одлазка у Лондон радио је још у Паризу и Холандији. У Енглеској је радио са секцијом уметника и интелектуалаца емиграната. Ту је провео осам месеци, заједно са Валтером Гропијусом, а затим је отишао у Голдерс Грен. Они су планизали да оснују енглеску верзију Баухауса али нису могли да нађу упориште а затим је Мохољи-Нађ био одбијен као учитељ на краљевском факултету за уметност. За време свог боравка у Лондону Ласло Мохољи-Нађ је радио на дизајнерским радовима и фотографисао је савремену архитектуру за „Architekture Review“ и урадио је документарне фотографије за књигу Џон Бетјемена „An Oxford University Chest“. Радио је и за филм, где је предложио светлосне ефекте и кинетичке скулптуре, али они нису били прихваћени од режисера.
Године 1937. позван је да се пресели у Чикаго и да постане директор школе „New Bauhaus“ која је била непромењена у односу на оригиналну школу, али ова школа није била дугог века, и после једне године је затворена. Мохољи-Нађ је отворио школу дизајна, и основе за стварање ове школе је описао у књизи „Визија у покрету“.
Мохољи-Нађев универзитет уметности и дизајна у Будимпешти носи његово име. Његова дела су изложена у Коркоран галерији уметности у Вашингтону.

## Биографски подаци
- 1895. рођен је у Боршоду у Мађарској
- 1914. одлази као војник аустроугарске армије у рат
- 1917. тешко је рањен и за време реконваленсенције у Сегеду почиње да слика портрете и пејзаже
- 1918. повратак у Будимпешту и стицање доктората права
- 1921. среће се са Ел Лисицким у Диселдорфу и ствара прве апстрактне слике које излаже у галерији Der Sturm у Берлину,
- 1923. сусрет са Валтером Гропијусом и именовање за професора на Баухаусу,
- 1928 — 1935. путује по Европи,
- 1935. издаје у Лондону неколико свезака документарних фотографија и почиње да ради своје „модулаторе простора“,
- 1937. одлази у Сједињене Америчке Државе и отвара успешну школу за дизајн,
- 1946. издаје у Њујорку „The New Vision“ и умире од леукемије.